# Liste der Baudenkmäler in Hausen (Rhön)
Auf dieser Seite sind die Baudenkmäler in der unterfränkischen Gemeinde Hausen zusammengestellt. Diese Tabelle ist eine Teilliste der Liste der Baudenkmäler in Bayern. Grundlage ist die Bayerische Denkmalliste, die auf Basis des Bayerischen Denkmalschutzgesetzes vom 1. Oktober 1973 erstmals erstellt wurde und seither durch das Bayerische Landesamt für Denkmalpflege geführt wird. Die folgenden Angaben ersetzen nicht die rechtsverbindliche Auskunft der Denkmalschutzbehörde.
 Diese Liste gibt den Fortschreibungsstand vom 8. Februar 2020 wieder und enthält 20 Baudenkmäler.

## Baudenkmäler nach Gemeindeteilen

### Hausen
| Lage                                                                      | Objekt                            | Beschreibung | Akten-Nr.              | Bild     |
| ------------------------------------------------------------------------- | --------------------------------- | --- | ---------------------- | -------- |
| Am Stockbrunnen (Standort)                                                | Steinkruzifix                     | Um 1900, mit biedermeierlichem Sockel um 1840                                                                         | D-6-73-129-22 Wikidata | BW       |
| Engelsberg; an einer Weggabelung an der Straße nach Hillenberg (Standort) | Heiligenhäuschen                  | Mit Heiligem Sebastian, spätes 19. oder erste Hälfte 20. Jahrhundert                                                  | D-6-73-129-6 Wikidata  | BW       |
| Fladunger Straße 15; am Ortsausgang nach Fladungen (Standort)             | Steinkreuz                        | Bezeichnet „1911“ | D-6-73-129-7 Wikidata  | BW       |
| Friedenstraße 9, gegenüber dem Friedhof (Standort)                        | Bildstock                         | Vesperbild, seitlich Heilige, bezeichnet „1765“                                                                       | D-6-73-129-19 Wikidata | BW       |
| Kirchplatz 5 (Standort)                                                   | Katholische Pfarrkirche St. Georg | Saalbau mit eingezogenem Chor und seitlich gestelltem Turm im Winkel zwischen Chor und Schiff, 1741; mit Ausstattung  | D-6-73-129-1 Wikidata  | BW       |
| Kirchplatz 5 (Standort)                                                   | Kriegerdenkmal                    | Skulptur eines Gerüsteten auf Sockel mit Inschriften, um 1920                                                         | D-6-73-129-20 Wikidata | BW       |
| Lindberg; Untere Baumgärten; Rother Weg (Standort)                        | Kapelle                           | Saalbau mit Halbrundapsis, zweite Hälfte 18. Jahrhundert; mit Ausstattung                                             | D-6-73-129-16 Wikidata | Kapelle  |
| Lindberg; Untere Baumgärten; Rother Weg (Standort)                        | Kreuzweg                          | 1861, Stationen als Heiligenhäuschen mit Steinreliefs, Station XII als plastisches Steinkreuz vor der Lindbergkapelle | D-6-73-129-16 Wikidata | Kreuzweg |
| Nähe Friedhofstraße (Standort)                                            | Friedhofskreuz                    | Mitte 19. Jahrhundert, in Gruppe von Stelen und kleinen Kreuzen für die Weltkriegsgefallenen                          | D-6-73-129-2 Wikidata  | BW       |
| Rother Weg (am Fuß des Lindbergs in Beziehung zum Lindbergkreuzweg) ()    | Lourdesgrotte                     | wohl Anfang 20. Jahrhundert                                                                                           | D-6-73-129-21          |          |
| Stettener Straße 14 (Standort)                                            | Bildstock                         | Relief Kreuzigungsgruppe, 1726                                                                                        | D-6-73-129-5 Wikidata  | BW       |
| Stettener Straße 14 (Standort)                                            | Eckwohnhaus                       | Fachwerk, 18. Jahrhundert                                                                                             | D-6-73-129-4 Wikidata  | BW       |

### Hillenberg
| Lage                                                 | Objekt                            | Beschreibung | Akten-Nr.              | Bild                              |
| ---------------------------------------------------- | --------------------------------- | --- | ---------------------- | --------------------------------- |
| Hillenberg 5 (Standort)                              | Kapelle Maria, Hilfe der Christen | Kleiner polygonal geschlossener Saalbau mit Giebeldachreiter, bezeichnet „1948“ und „1950“, mit Ausstattung                                | D-6-73-129-18 Wikidata | Kapelle Maria, Hilfe der Christen |
| In Hillenberg (Standort)                             | Kreuzigungsgruppe                 | Auf hohen Sockeln, mit Stifterinschrift am Kreuzsockel, bezeichnet „1853“, in den Friedhof integriert                                      | D-6-73-129-9 Wikidata  | Kreuzigungsgruppe                 |
| In Hillenberg (Standort)                             | Hillenberg                        | Anlage des 12. Jahrhunderts, Reste eines Rundturms, des Grabens und der ehemals Ringmauer zum Teil in den heutigen Weilergebäuden erhalten | D-6-73-129-8 Wikidata  | BW                                |
| In Hillenberg, am Ortsausgang nach Hausen (Standort) | Bildstock                         | Hauptbild Kreuzigungsrelief, seitlich Heilige, rückwärtig Mondsichelmadonna, von 1795                                                      | D-6-73-129-10 Wikidata | BW                                |

### Roth
| Lage                                                     | Objekt                                            | Beschreibung | Akten-Nr.              | Bild      |
| -------------------------------------------------------- | ------------------------------------------------- | --- | ---------------------- | --------- |
| Am Berg, nördlich oberhalb des Dorfes (Standort)         | Bildstock                                         | Mit Kreuzigungsgruppe, rückwärtig Inschrift, bezeichnet „1716“ | D-6-73-129-15 Wikidata | BW        |
| Nähe Hauptstraße, am Ortsausgang nach Stetten (Standort) | Bildstock                                         | Mit Relief Kreuzigungsgruppe, von 1695; nicht nachqualifiziert, im Bayerischen Denkmal-Atlas nicht kartiert                                                                                       | D-6-73-129-13 Wikidata | Bildstock |
| Bergweg (Standort)                                       | Flurkreuz                                         | Sockel mit Kruzifix, Sandstein,1901 | D-6-73-129-24          | BW        |
| Hauptstraße 28 (Standort)                                | Katholische Filialkirche Sankt Antonius von Padua | Breite Saalkirche über Freitreppenanlage, mit seitlich stehendem Turm, eingezogenem Chor und Flachsatteldach, 1959–1960 von Hanns Ruppel; mit historischer Ausstattung des Vorgängerbaus von 1683 | D-6-73-129-11 Wikidata | BW        |
| Im Rosengarten 21 (Standort)                             | Friedhofskreuz                                    | Bezeichnet „1900“ | D-6-73-129-12 Wikidata | BW        |
| Kirschberg; an der Straße nach Hillenberg (Standort)     | Steinkreuz                                        | Bezeichnet „1865“ | D-6-73-129-14 Wikidata | BW        |